# إثيل كاترهام
إثيل ماي كاترهام (بالإنجليزية: Ethel Caterham) (اسم الولادة: كولينز؛ مواليد 21 أغسطس 1909 – 28 يوليو 2025) كانت بريطانية، وتُعتبر من أكبر الأشخاص عمرًا في المملكة المتحدة هي معمرة بريطانية تبلغ من العمر 115 سنوات و341 أيام، وتعد حالياً أكبر معمرة على قيد الحياة في العالم منذ وفاة إيناه .

## الحياة الشخصية
ولدت إثيل ماي كاترهام في شيبتون بيلينجر، هامبشاير في 21 أغسطس 1909، وكانت ثاني أصغر ثمانية أطفال، ونشأت في تيدورث. عاشت شقيقتها، جلاديس بابيلاس (1897-2002)، حتى بلغ عمرها 104 أعوام. في عام 1927، عندما كانت في الثامنة عشرة من عمرها، سافرت في رحلة إلى الهند البريطانية وعملت كمربية أطفال لعائلة عسكرية حتى بلغت الحادية والعشرين من عمرها. في عام 1931، بعد عودتها إلى إنجلترا، التقت بزوجها المستقبلي نورمان كاترهام (1905-1976) في حفل عشاء. تزوجا لاحقًا في كاتدرائية سالزبوري، حيث كان نورمان صبيًا في جوقة الكنيسة. أصبح لاحقًا مقدمًا في فيلق رواتب الجيش الملكي، وعاش الزوجان في هارنهام قبل أن يتمركزا في هونغ كونغ وجبل طارق. أثناء وجودها في هونغ كونغ، أنشأت إيثيل حضانة لتعليم اللغة الإنجليزية والحرف اليدوية والألعاب، وفي جبل طارق، أنجب الزوجان ابنتين قاما بتربيتهما في إنجلترا. توفي نورمان في عام 1976.
ظلت كاترهام تقود السيارة حتى بلغت 97 عامًا، واستمتعت بلعب لعبة البريدج في سنوات عمرها المئوية. توفيت ابنتاها الآن؛ وكانت تعيش في ملحق في منزل ابنتها الثانية، آن، حتى توفيت بالسرطان في فبراير 2020، عن عمر يناهز 82 عامًا، بعد ذلك، انتقل كاترهام إلى دار رعاية في آش فالي، سري، ثم انتقل لاحقًا إلى دار رعاية في لايت ووتر.

## الصحة وطول العمر
نجت كاترهام من مرض كوفيد-19 في عام 2020، عن عمر يناهز 111 عامًا. في عيد ميلادها الـ 111 في أغسطس 2020، زارها عمدة ساري هيث، حيث كانت أكبر سكان ساري سنًا منذ يناير 2019. قبل وقت قصير من عيد ميلادها الـ111، أجرت إذاعة بي بي سي ساري مقابلة معها وحفيدتها، حيث قالت إن سر طول عمرها هو "التعامل مع كل شيء بصدر رحب، الصعود والهبوط".
في 22 يناير 2022، بعد وفاة ماري "مولي" ووكر MBE، أصبح كاترهام أكبر شخص على قيد الحياة في المملكة المتحدة. في 7 أكتوبر من نفس العام، وبعد وفاة روز إيتون، أصبح كاترهام آخر مواطن بريطاني على قيد الحياة ولد في عهد إدوارد السابع. عند بلوغها 115 عامًا في أغسطس 2024، أصبحت ثالث شخص بريطاني يصل إلى هذا العمر على الإطلاق، والأولى منذ آني جينينجز قبل أكثر من عقدين من الزمن في عام 1999.